# Пітер Сусвам
Пітер Терна Сусвам (англ. Peter Terna Suswam, нар. 5 вересня 1991, Коншиша) — нігерійський футболіст, захисник польського клубу «Вікторія» (Остшешув). Виступав також за низку нігерійських та закордонних клубів, а також у складі національної збірної Нігерії.

## Клубна кар'єра
Пітер Сусвам народився 1991 року в місті Коншиша, та є вихованцем футбольної школи клубу «Сек Абуя». У професійному футболі Сусвам дебютував 2007 року виступами за команду «Віккі Турістс», в якій грав до 2009 року, взявши участь у 60 матчах чемпіонату. Протягом 2009—2011 років футболіст захищав кольори клубу «Лобі Старз».
У 2011 році нігерійський захисник перейшов до португальського клубу «Віторія» (Сетубал), у складі якого грав до 2013 року. У 2014 році Сусвам грав у складі албанського клубу «Кукесі».
З 2014 до 2016 року Пітер Сусвам грав у складі польської команди «Сталь» (Ряшів), після чого повернувся на батьківщину, де до 2019 року грав у клубах «Еньїмба» та «Плато Юнайтед». У 2019 році футболіст повернувся до Польщі, де грав у нижчолігових клубах «Вікторія», «Островія» та «Вікторія» (Остшешув).

## Виступи за збірні
У 2010 році Пітер Сусвам зіграв 2 матчі у складі національної збірної Нігерії.
Протягом 2011—2012 років Сусвам грав у складі молодіжної збірної Нігерії. У 2011 році футболіст у складі молодіжної збірної грав на молодіжному чемпіонаті світу. На молодіжному рівні Сусвам зіграв у 13 офіційних матчах, забив 1 гол.